# Jean-Baptiste Vivien de Châteaubrun
Jean-Baptiste Vivien de Châteaubrun, né en 1686 à Angoulême et mort le 16 février 1775 à Paris, est un auteur dramatique français.
Il fut précepteur et maître d'hôtel de Louis Philippe d'Orléans et succéda à Montesquieu à l'Académie française en 1753.
Après sa première pièce, Mahomet second, il n'aurait rien écrit pendant près de quarante ans de crainte de déplaire à son protecteur. Mlle Clairon joua dans sa tragédie Les Troyennes. Il aurait écrit deux autres pièces, Antigone et Ajax, dont son domestique se serait servi pour envelopper des côtes de veau.

## Théâtre
- Mahomet second, tragédie (1714)
- Les Troyennes, tragédie (1751) texte en ligne
- Philoctète, tragédie (1755)
- Astyanax, tragédie (1756)